# Badminton-Südamerikameisterschaft 2023
Die Badminton-Südamerikameisterschaft 2023 fand vom 5. bis zum 12. Dezember 2023 in Maracay in Venezuela statt.

## Sieger und Platzierte
| Disziplin    | Gold | Silber | Bronze |
| ------------ | --- | --- | --- |
| Herreneinzel | Donnians Oliveira | Mateus Cutti | Adriano Viale |
| Herreneinzel | Donnians Oliveira | Mateus Cutti | Alisson de Souza Vasconcellos |
| Dameneinzel  | Juliana Giraldo | Namie Miyahira | Fernanda Saponara Rivva |
| Dameneinzel  | Juliana Giraldo | Namie Miyahira | Estefania Canchanya |
| Herrendoppel | Donnians Oliveira Matheus Voigt | Alejandro Chueca Sharum Durand | Kalei Kuan-Veng Brian Roque |
| Herrendoppel | Donnians Oliveira Matheus Voigt | Alejandro Chueca Sharum Durand | Mateus Cutti Alisson de Souza Vasconcellos |
| Damendoppel  | Tamires dos Santos Ana Julia Ywata | Namie Miyahira Fernanda Saponara Rivva | Estefania Canchanya Naomi Junco |
| Damendoppel  | Tamires dos Santos Ana Julia Ywata | Namie Miyahira Fernanda Saponara Rivva | Isabella da Silva Carvalho Valentina Rojas |
| Mixed        | Matheus Voigt Tamires dos Santos | Adriano Viale Fernanda Saponara Rivva | Diego Subauste Naomi Junco |
| Mixed        | Matheus Voigt Tamires dos Santos | Adriano Viale Fernanda Saponara Rivva | Donnians Oliveira Ana Julia Ywata |
| Team         | Brasilien João Aveiro Mateus Cutti Caio Henrique da Silva Donnians Oliveira Gabriel Souza Alisson de Souza Vasconcellos Matheus Voigt Isabella da Silva Carvalho Tamires dos Santos Natalya Geisler Ana Julia Ywata | Peru Guillermo Buendía Gonzalo Castillo Alejandro Chueca Sharum Durand Kalei Kuan-Veng José María Rendon Brian Roque Diego Subauste Fabrizio Valdiviezo Adriano Viale Estefania Canchanya Rafaela Castañeda Naomi Junco Taisia Kasianov Namie Miyahira Fernanda Saponara Rivva Rafaela Silva Analía Yi | Venezuela Frank Barrios William Barrios Joiser Calanche Wilson Cinco José Machado Gabriel Mendoza Luis Rosales Mariangel Garcia Maria Fabiola Rojas Daibelis Mendoza Eslenny Parra Yoerlis Peña Maria Angelez Rojas |

## Teams

### Spielplan
|  | Viertelfinale | Viertelfinale |  |  | Halbfinale | Halbfinale |       |   | Finale              | Finale              |
|  |               |               |  |  |            |            |       |   |                     |                     |
|  |               |               |  |  |            |            |       |   |                     |                     |
|  |               |               |  |  |            |            |       |   |                     |                     |
|  |               |               |  |  | Peru       | 3          |       |   |                     |                     |
|  |               |               |  |  | Chile      | 0          |       |   |                     |                     |
|  |               |               |  |  |            |            |       |   |                     |                     |
|  |               |               |  |  | Peru       | 2          |       |   |                     |                     |
|  |               |               |  |  |            | Brasilien  | 3     |   |                     |                     |
|  | Kolumbien     | 1             |  |  |            |            |       |   |                     |                     |
|  | Venezuela     | 3             |  |  | Venezuela  | 0          |       |   |                     |                     |
|  |               |               |  |  | Brasilien  | 3          |       |   | Spiel um Platz drei | Spiel um Platz drei |
|  |               |               |  |  |            |            | Chile | 0 |                     |                     |
|  |               |               |  |  |            |            |       |   | Venezuela           | 3                   |